# Henrik Dorsin
Per Henrik Dorsin (født 20. november 1977 i Lidingö) er en svensk skuespiller og komiker.
Dorsin begyndte sin karriere med en statistrolle i filmen At være John-John fra 1996. Han har også været vært på adskillige satireshows og er en af grundlæggerne af komediegruppen Grotesco.
Siden 2014 har Henrik Dorsin drevet teatret Scalateatern i Stockholm. I 2022 spillede han rollen som Jarmo i Ruben Östlunds film Triangle of Sadness, der vandt Den Gyldne Palme ved Filmfestivalen i Cannes.

## Privatliv
Henrik Dorsin er storebror til den tidligere fodboldspiller Mikael Dorsin.
Sammen med sin kone Hanna har han to sønner.

## Udvalgt filmografi
- At være John-John (1996, ukrediteret)
- Göta kanal 2: Kanalkampen (2006)
- Grotesco (tv-serie, 2007-2017)
- Cirkus Möller (tv-serie, 2009-2010)
- Solsidan (tv-serie, 2010-2023)
- Åsa-Nisse - Wälkom to Knohult (2011)
- Kontoret (tv-serie, 2012-2013)
- Flokken (2015)
- Berts dagbog (2020)
- Se upp för Jönssonligan (2020)
- Triangle of Sadness (2022)
- Året jeg begyndte at onanere og stoppede med at præstere (2022)
- Vargasommar (tv-serie, 2024-2025)